# Phthonoloba permista
Phthonoloba permista là một loài bướm đêm trong họ Geometridae.